# Свирскис, Винцас
Винцас Свирскис (лит. Vincas Svirskis, 28 января 1835, Глитенай — 7 марта 1916, Рокишкис) — литовский скульптор, считающийся наиболее известным литовским мастером, изготовлявшим кресты и стогастульписы (своеобразные резные алтари на столбах на перекрёстках дорог, кладбищах, площадях).
Свирскис работал по дереву, вырезая кресты из сплошного ствола, поставленного вверх корнями. Его кресты характеризуются богатым убранством и многофигурными композициями, напоминая скульптуру барокко.
Винцас Свирскис родился в бедной крестьянской семье. О его образовании нет достоверных сведений, предполагается, что он закончил церковно-приходскую школу. Зарабатывал на жизнь изготовлением крестов, двигаясь от одной деревни к другой. Не был женат, не скопив денег на свой дом и хозяйство, в старости жил подаянием, переходя из деревни в деревню.
Сохранилось около 50 работ Свирскиса, из них 14 в Музее прикладного искусства в Вильнюсе.